# Karin Wanngård
Karin Björnsdotter Wanngård (Ekerö, Suecia, 29 de junio de 1975) más conocida como "Karin Wanngår", es una política y sindicalista sueca. Perteneciente al Partido Socialdemócrata Sueco. Entre el 20 de octubre de 2014 y el 18 de octubre de 2018 fue la alcaldesa de la ciudad de Estocolmo.

## Biografía
Nació en la localidad sueca de Ekerö en 1975.
Se graduó en secundaria en su instituto natal y seguidamente entró en la Universidad de Estocolmo para estudiar Ciencias humanas y sociales, pero finalmente no se llegó a licenciar.
Inició su carrera política como miembro del Partido Socialdemócrata Sueco y en 1994 ocupó su primer cargo de responsabilidad como Concejala en el Ayuntamiento de Estocolmo. Al mismo tiempo desde ese año estuvo trabajando para el sindicato de la Unión Sueca de Trabajadores del Transporte, en 1997 en la Unión de los Trabajadores Gráficos y en 2007 fue consultora del Hospital Universitario de Danderyd y gerente de nómina en la empresa Hewlett-Packard ("conocida internacionalmente como HP"). También pertenece a la Confederación de Sindicatos Suecos "(LO)".
En 2011 dejó sus trabajos para dedicarse por completo a la política, al haber sido elegida líder de los socialdemócratas en el Municipio de Estocolmo con el cual estuvo como líder de la oposición en el ayuntamiento hasta 2014 que tras volverse ha postular en las Elecciones locales se volvió a colocar como líder de la oposición, pero finalmente tras ser apoyada mediante una coalición compuesta por su propio partido, el Partido Verde, el Partido de la Izquierda y la Iniciativa Feminista en sucesión del alcalde Sten Nordin, es desde el día 20 de octubre del mismo año la nueva Alcaldesa de Estocolmo. Tras las últimas elecciones municipales en Estocolmo del 2018 la alcaldía pasa a manos de la demócrata de centr-derecha Anna König Jerlmyr.

## Vida privada
Karin Wanngård está casada y tiene dos hijos con KG Westlund Wanngård (1956) que es conocido por ser el Defensor del Pueblo ante la Confederación de Sindicatos Suecos "(LO)". En marzo de 2012 se mudaron a un barrio de la capital, donde se dice que tienen una casa en la misma calle donde vivió el que fue primer ministro de Suecia, Sven Olof Joachim Palme y donde reside actualmente el famoso politólogo y sociólogo, Joakim Palme, ambos de la familia Palme.